# 神暦
神暦（しんれき）は、北遼において梁王・耶律雅里から英宗・耶律朮烈の治世に使用された元号。1123年5月 - 11月。

## 西暦との対照表
| 神暦 | 元年   |
| 西暦 | 1123年 |
| 干支 | 癸卯   |